# Primavera (stacja antarktyczna)
Base Antártica Primavera – letnia stacja polarna należąca do Argentyny, położona na wybrzeżu Półwyspu Antarktycznego. Zarządza nią argentyńska armia.

## Położenie
Stacja znajduje się przylądku Cabo Primavera nad Cieśniną Gerlache’a, na antarktycznej Ziemi Grahama.

## Działalność
Stacja została założona w 1977 roku w ramach rozszerzania argentyńskiej obecności w Antarktyce. Ośmioosobowy oddział pod dowództwem ppłk. Ignacio Carro miał za zadanie przeprowadzić obserwacje meteorologiczne, glacjologiczne i przygotować miejsce dla naukowców wydelegowanych przez Argentyński Instytut Antarktyczny (hiszp. Instituto Antártico Argentino).
W stacji prowadzone są badania ornitologiczne, badania nad antarktycznymi mchami i porostami, a także limnologiczne.